# Phoenix (datorspel)
Phoenix är ett rymd-shoot 'em up-spel utvecklat av Amstar Electronics och utgivet 1980 av Centuri i USA och av Taito i Japan.

## Handling
Spelaren styr rymdfarkosten "Phoenix", och skall rädda sin planet från främlingar. Rymdfarkosten som spelaren styrs rör sig horisontellt på skärmen, nerifrån och uppåt. Spelen var ett av de tidigare att innehålla en bosstrid.

### Fotnoter
1. ↑  ”Phoenix” (på engelska). Mobygames. 10 mars 1980. http://www.mobygames.com/game/phoenix_. Läst 14 maj 2015.
2. ↑  ”Phoenix” (på engelska). Arcade Museum. 10 mars 1980. http://www.arcade-museum.com/game_detail.php?game_id=9004. Läst 14 maj 2015.
3. ↑  ”The 47 Most Diabolical Video-Game Villains of All Time” (på engelska). PC World. 2 april 2008. http://www.pcworld.idg.com.au/article/210911/47_most_diabolical_video-game_villains_all_time/?pp=3. Läst 14 maj 2015.